# Fällbäcken
Fällbäcken är en by norr om Skellefteå direkt öster om E4. Mellan 2015 och 2020 avgränsade SCB här en småort.